# Dualni polieder
Dualni polieder je v geometriji eden izmed para  poliedrov, katerega oglišča enega odgovarjajo stranskim ploskvam drugega. Dualni polieder dualnega poliedra je prvotni polieder.
Običajno se namesto izraza dualni uporablja rajši izraz dual, kar pa ima isti pomen.
Dual poliedra z enakimi oglišči je enak poliedru z enakimi stranskimi ploskvami. Prav tako velja, da je v primeru enakih robov enak drugemu z enakimi robovi.  Tako so pravilni poliedri  kot so platonska telesa in Kepler-Poinsotovi poliedri v dualnih parih. Izjema je tetraeder, ki je sebidualen

## Vrste dualnosti
Znanih je več vrst dualnosti. Pri poliedrih so najbolj primerne naslednje dualnosti:
- obratna polarna dualnost
- topološka dualnost
- abstraktna dualnost

## Obratna polarna dualnost
Dualnost je najpogosteje definirana s pomočjo polarne vzajemnosti na koncenktrični sferi. Tukaj je vsako oglišče (pol) povezano z ravnino stranske ploskve tako, da vsak poltrak iz središča oglišča pravokotno na ravnino ter zmnožek razdalje od središča do vsakega posebej, je enaka kvadratu polmera. V koordinatah je vzajemnost za sfero
{\displaystyle x^{2}+y^{2}+z^{2}=r^{2},}
oglišče 
{\displaystyle (x_{0},y_{0},z_{0})}
je povezano z ravnino 
{\displaystyle x_{0}x+y_{0}y+z_{0}z=r^{2}}.
Oglišča dualnega poliedra so poli, ki so vzajemni z ravninami stranskih ploskev prvotnega poliedra.  

## Topološka dualnost
Dualni polieder lahko tako popačimo, da ga ne moremo več dobiti z vzajemnostjo iz prvotnega v katerikoli sferi. V tem primeru pravimo, da sta dve poliedra še vedno topološko dualna.
Potrebno je še omeniti, da oglišča in robove konveksnega poliedra lahko projiciramo tako, da  tvorimo graf (včasih ga imenujemo Schleglov diagram) na sferi ali ravnini. Pripadajoči graf, ki ga dobimo s pomočjo duala tega poliedra, je dualni graf.

## Abstraktna dualnost
Abstraktni polieder je posebna oblika delno urejene množice (poset) elementov je tista, ki so za soseščino ali povezave med njimi enake soseščini med elementi poliedra (stranske ploskve, robovi itd.). To lahko prikažemo s Hessovim diagramom.  Vsaki delno urejeni množici pripada njena dualna delno urejena množica. Hessov diagram dualnega poliedra preprosto dobimo tako, da  obrnemo prvotni diagram   od zgoraj navzdol.       

## Dorman Lukova konstrukcija
Za uniformni polieder se lahko dobi stranska ploskev iz slike oglišč prvotnega poliedra s pomočjo Dorman Lukove konstrukcije. 
Konstrukcijo sta najprej opisala Cundy in Rollet (1961). Pozneje jo je posplošil še Wenninger (1983). V naslednjem primeru je uporabljena slika oglišča (rdeče) kubooktaedra, da bi se dobila stranska ploskev (modro) rombskega dodekaedra.
Sliko oglišča ABCD dobimo tako, da odrežemo robove na njihovih srednjih točkah.
Naslednji koraki Dorman Lukove kostrukcije so:
1. Narišemo včrtano krožnico, ki je tangentna na vsak vogal
2. Narišemo tangente na včrtano krožnico na vsakem vogalu A, B, C in D
3. Označimo točke E, F, G in H, kjer vsaka črta sreča sosednjo črto
4. Mnogokotnik EFGH je stranska ploskev dualnega poliedra.

Velikost slike oglišč je izbrana tako, da njena včrtana krožnica leži na vmesni krogli kubooktaedra, ki tako postane vmesna krogla dualnega rombskega dodekaedra. 
Dorman Lukova konstrukcija se lahko uporabi, če ima polieder takšno vmesno kroglo in je slika oglišč ciklična. Takšni pa so uniformni poliedri.

## Sebidualni poliedri
Sebidualni poliedri so tisti dualni poliedri, ki imajo skladno obliko. Pri tem ni potrebno, da je ta oblika identična. Zgled: Dual pravilnega tetraedra je pravilni tetraeder, ki je zrcaljen preko izhodišča.
Sebidualni poliedri morajo imeti isto število oglišč kot imajo stranskih ploskev. Takšni poliedri so ali pa tudi niso, geometrijsko sebidualni, kar je odvisno od načina gledanja na geometrijsko dualnost. Zgled: vsak mnogokotnik je topološko sebidualen toda v splošnem ni geometrijsko sebidualen. Pravilni mnogokotniki so geometrijsko sebidualni (vsi koti so skladni, prav tako robovi), toda nepravilni mnogokotniki niso geometrijsko sebidualni.
Obstoja neskončno veliko sebidualnih poliedrov. Najenostavnejši primer so piramide, ki imajo n stranic in predpisano obliko. Druga neskončna skupina so poliedri, ki jih lahko na grobo opišemo kot piramide, ki sedijo na vrhu prizem in imajo enako število stranic. Če dodamo še frustum (piramide z odrezanim vrhom) dobimo naslednjo neskončno družino. 
Obstaja veliko drugih konveksnih sebidualnih poliedrov. 
Lahko se najde tudi nekonveksne sebidualne poliedre. Takšen je izkopani dodekaeder. 
| tetraeder | kvadratna piramida | petkotna piramida | šestkotna piramida |

| podaljšana trikotna piramida | podaljšana kvadratna piramida | podaljšana petkotna piramida |

## Dualni politopi in teselacije
Dualnost se lahko posploši na n-razsežni prostor in na dualne politope . V dveh razsežnostih jih imenujemo dualni mnogokotniki. Oglišča politopa odgovarjajo (n-1)- razsežnim elementom ali facetam drugih j točk, ki določajo (j-1)-razsežne elemente, ki odgovarjajo j hiperravninam sekajočim se tako, da dajo (n-j)-razsežne elemente. Dualno satovje se lahko definira podobno. 
V splošnem so facete duala politopa topološki duali slike oglišč politopa. Za pravilne in uniformne politope so dualne facete polarne obratne vrednosti prvotnih facet. Zgled: v štiri razsežnem prostoru je slika oglišč 600 celice ikozaeder. Dual 600 celice pa je 120 celica, katere facete so dodekaedri, ki pa so duali ikozaedra.         

### Sebidualni politopi in teselacije
Osnovni razred sebidualnih politopov so pravilni politopi, ki imajo palindromne  Schläflijeve simbole. Vsi pravilni mnogokotniki {a}, poliedri z obliko {a, a}, 4-4-politopi z obliko {a,b,a} , 5 politopi z obliko {a,b,b,a} itd. so sebidualni.
Sebidualni pravilni politopi so torej:
- vsi pravilni mnogokotniki {a}
- vsi pravilni n-simpleksi {3,3,....,3}
- pravilna 24 celica v štirih razsežnostih {3,4,3}
- pravilna n-razsežna kubična satovja {4,3,....,3,4}, ki se lahko obravnavajo kot neskončni politopi.